# Эль-Хашимия (Иордания)
Эль-Хашимия (араб. الهاشمية‎) — город на северо-западе Иордании, расположенный на территории мухафазы Аджлун. Входит в состав района Аджлун.

## Географическое положение
Город находится в северо-западной части мухафазы, в гористой местности, к востоку от реки Иордан, на расстоянии приблизительно 37 километров (по прямой) к северо-западу от столицы страны Аммана. Абсолютная высота — 764 метра над уровнем моря.

## Население
По данным официальной переписи 2015 года численность население составляла 9509 человек (4830 мужчин и 4679 женщин). В городе насчитывалось 1779 домохозяйств.
Динамика численности населения Эль-Хашимии по годам:
| 1994 | 2004 | 2015 |
| ---- | ---- | ---- |
| 5156 | 6511 | 9509 |

## Транспорт
Ближайший аэропорт расположен в городе Амман.